# Liste der Gestalten der griechischen Mythologie
Die Liste der Gestalten der griechischen Mythologie enthält durch literarische oder inschriftliche Zeugnisse namentlich bekannten Gestalten der griechischen Mythologie. Dazu zählen etwa Götter, Halbgötter, Mischwesen oder Ungeheuer, wie auch im Mythos erscheinende menschliche Figuren oder Tiere. Ebenfalls aufgenommen werden Beinamen, Epitheta, Epiklesen, alternative Namen und Gruppennamen.
Die Liste dokumentiert eine Gedankenwelt, die durch literarische, epigraphische und bildliche Überlieferungen von den Anfängen der griechischen Kultur bis zu ihrem Verschwinden in der Spätantike überliefert ist. Manche Gestalten wurden durchgehend im gesamten griechischem Sprachraum tradiert, verehrt und bildlich dargestellt. Manche waren nur lokal von Bedeutung, wurden dort aber ebenso tradiert. Andere Gestalten treten nur vereinzelt oder gar einmalig in schriftlicher oder epigraphischer Überlieferung auf, manche sind nur durch ihre Erwähnung bei spätantiken Lexikografen bekannt.
Am Anfang der schriftlichen Überlieferung stehen die Epischen Zyklen, die nur in Teilen überliefert sind, aus denen aber sowohl spätere Philosophen als auch Dramatiker geschöpft haben. Manchmal ist unklar, ob Gestalten der Philosophie oder der Dramatik aus der bestehenden Mythologie entnommen oder dazuerfunden wurden. Meist wurden sie aber als eigenständige mythische Gestalten weitertradiert. Bei den ab der alexandrinischen Zeit aufkommenden Mythographen stand das Sammeln von Mythen im Vordergrund. In der römischen Zeit wurden viele griechischen Sagen in thematischen Sammlungen zusammengefasst, etwa in den Metamorphosen oder den Katatesrismen. Dazu gab es Reiseschriftsteller wie Pausanias, welche die aktuellen Kulte und Kultstätten ihrer Zeit dokumentierten. Am Ende der schriftlichen Überlieferung stehen byzantinische Lexigrografen, die das ihnen bekannte Wissen griechischer Mythen systematisch zusammentrugen.
Epigraphisch sind Gestalten der griechischen Mythologie vor allem von Beischriften auf griechischen Vasen überliefert, sie finden sich aber etwa auch auf Statuenbasen oder Münzprägungen. 